# Hagop II. Nalyan
Hagop II. Nalyan Zmmarazi (* 1706 in Zimara; † 19. Juli 1764 in Konstantinopel) war Erzbischof und der 50. armenische Patriarch von Konstantinopel. Er erneuerte das Bildungswesen und festigte dadurch die Autorität der armenisch-apostolischen Kirche in einer Zeit der Krise.

## Leben
Hagop Nalyan wurde 1706 im Dorf Zimara zwischen Divriği und Akn (heute Kemaliye, Türkei) geboren. Gegen 1720 kam er nach Konstantinopel und besuchte das von Patriarch Johannes IX. von Baghesch (auch bekannt als Erzbischof Golod) gegründete Seminar in Scutari. 1728 wurde er zum Priester, 1729 in Etschmiadsin zum Bischof geweiht. Er wurde 1741 Nachfolger von Patriarch Johannes IX. und überflügelte ihn im reformatorischen Eifer. Im Jahre 1749 wurde er abgesetzt. Für kurze Zeit wurde er armenischer Patriarch von Jerusalem, bis er im Jahre 1752 erneut zum Patriarchen von Konstantinopel gewählt wurde. Er freundete sich mit Koca Mehmed Ragıp Paşa an, dem es zu verdanken ist, dass das Osmanische Reich unter Sultan Mustafa III. nicht in den Siebenjährigen Krieg verwickelt wurde. Patriarch Hagop II. Nalyan starb 1764 in Amt und Würden.

## Leistungen
Als Theologe, Linguist und Schriftsteller gehört Hagop Nalyan zu den berühmtesten Patriarchen. Von ihm stammen zehn Werke (Auslegungen der heiligen Schrift und religiöse Lehrbücher). In seiner Ausstrahlung wird er allerdings von Mechitar von Sebasteia übertroffen, der eine weltweite und nachhaltigere Wirkung hatte.

## Werke (Auswahl)
- Kirk kotschetsyal kristoneagan usaneli yew gam kristoneits varsitsch, Konstantinopel 1737.
- Kirk megnutean aghotits srpoyn Krikori Narekatswoj, Konstantinopel 1745–46 (Auslegung der sehr populären Gebete des armenischen Mystikers Gregor von Narek (951–1003)).
- Kirk kotschetsyal zen hokewor, Konstantinopel 1757. (Die spirituelle Waffe: Der zweite und dritte Band sind ein Katechismus und eine Hagiografie in türkischer Sprache und armenischer Schrift.).
- Kirk kotschetsyal Kantzaran Dzanutsmants, Konstantinopel 1758 (Thesaurus der Bekanntmachungen beschreibt Geschichte und Geographie ausgewählter anatolischer Gebiete).
- Kirk aghotits amenayn andzants harkawor, Konstantinopel 1760.